# ملعب بيسبول

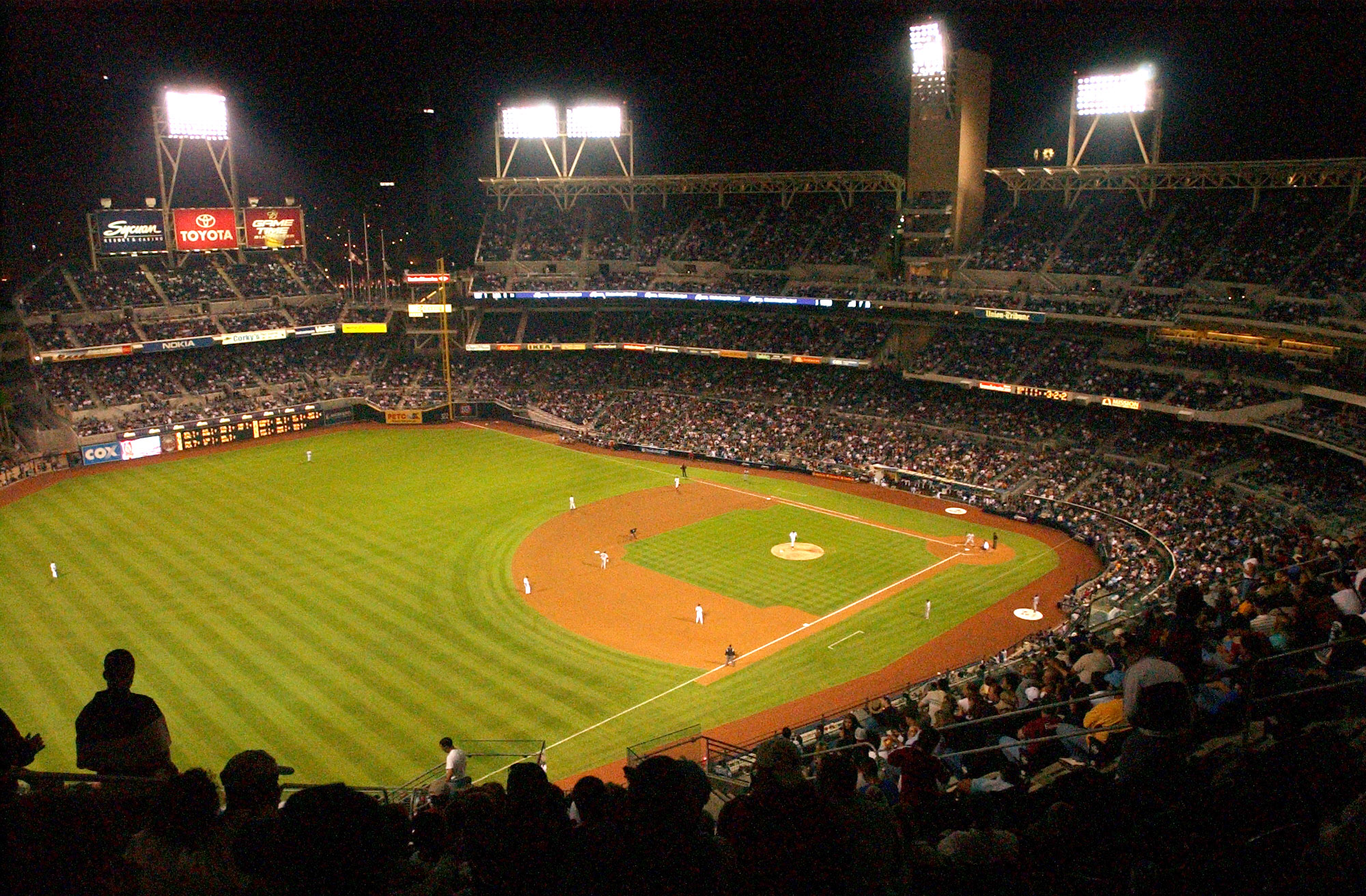
ملعب بيتكو بارك في سان دييغو

ملعب بيسبول أول ملعب كرة قاعدة هو مساحة اللعب التي تقام فيها رياضة ولعبة البيسبول.